# Igreja do Santíssimo Sacramento da Rua do Passo
A Igreja do Santíssimo Sacramento da Rua do Passo, ou apenas Igreja do Santíssimo Sacramento do Passo, localiza-se no Pelourinho, região do Centro Histórico da cidade de Salvador, capital do estado da Bahia.
A edificação foi catalogada e tombada pelo Instituto do Patrimônio Histórico e Artístico Nacional (IPHAN) em 1938 junto com seu acervo de mobiliário e arte. E, ao lado da Igreja, está a casa onde morou Castro Alves.

## História
A Igreja foi erguida no século XVIII, mais precisamente no ano de 1736, para ser matriz da freguesia do Santíssimo Sacramento da Rua do Passo, fundada em 1718 durante o governo de D. Sebastião Monteiro da Vide. Em 1737, por outorga de ordem real, foi subsidiada a construção da capela-mor.
Entre os anos de 1820 e 1890 o templo passou por diversas reformas e remodelações. Algumas das mais importantes foram as que ocorreram entre os anos de 1848 e 1851. Nessa época, mais precisamente em 1848, a capela-mor ganhou novo retábulo e as antigas tribunas foram substituídas por duas varandas, além disso, trabalhos de acabamento realizados por Joaquim Francisco de Matos Roseira e Cipriano Francisco de Souza foram feitos em duas portas laterais e no forro. Logo depois, em 1850, foram feitos os altares do arco de cruzeiro e dois altares laterais, então, um ano depois, foram construídos 2 púlpitos, 6 tribunas e mais 2 altares laterais, além da abertura de mais 4 portas no interior da igreja.
Em 1998 o forro e o telhado da igreja caíram sobre o altar e o retábulo devido a grande infestação de cupins que debilitou as estruturas em madeira do templo, fazendo com que a igreja fosse fechada após o incidente.
Em 2014, após 18 anos do fechamento da edificação, o então superintendente do IPHAN na Bahia, Carlos Amorim, assinou a ordem de serviço para a restauração do templo religioso, obra possibilitada pelos recursos advindos do Programa de Aceleração do Crescimento das Cidades Históricas (PAC).
Após as obras de restauro, concluídas e entregues em 5 de fevereiro de 2018, a Arquidiocese de Salvador designou a Igreja do Passo como Sede Arquidiocesana do Apostolado da Oração e Movimento Eucarístico Jovem. A missa de reabertura da Igreja foi realizada no dia 27 de outubro do mesmo ano, presidida pelo Arcebispo de Salvador Dom Murilo Krieger, e contou com a participação de aproximadamente mil e trezentas pessoas, entre membros do Apostolado da Oração e MEJ, autoridades locais e moradores do bairro do Santo Antônio. Na oportunidade o Arcebispo deu ao Apostolado da Oração e MEJ. Atualmente a Igreja está vinculada a Paróquia Santo Antônio Além do Carmo.

## Características
O edifício é em alvenaria de pedra e tijolos, a fachada é típica de igrejas da época, com corpo central emancipado por frontão e abertura de acesso do tipo arco do triunfo, em ambas as laterais há uma torre terminada em frontão curvo e cobertura piramidal revestida de azulejaria portuguesa.
A planta também é típica dos templos religiosos baianos do século XVIII, com corredores laterais recobertos por tribunas e sacristia transversal. Devido o declive do terreno, no pavimento térreo se encontra a capela-mor e a sacristia, que dá acesso ao ossuário no subsolo, no primeiro pavimento ficam as tribunas e o coro. No teto há uma pintura ilusionista barroca de autoria controversa.
Em frente à igreja está situada uma grande escadaria de 55 degraus que faz a ligação entre a Rua do Passo (acima) e a Rua do Carmo (abaixo).